# Sandra Plevisani
Sandra Elvira Pierantoni Grellaud de Plevisani (Lima, 12 de abril de 1963) conocida como Sandra Plevisani es una empresaria repostera y presentadora de televisión peruana.

## Biografía
Plevisani nació el 12 de abril de 1963 en la ciudad de Lima, Perú.
Es hija del exalcalde de Lima, Piero Pierantoni Cámpora, y Madelaine Grellaud. Realizó sus estudios escolares en el Colegio Villa María y luego estudió Diseño gráfico.
En 1987, junto a Ugo Plevisani, abrió el restaurante de comida italiania "La Trattoria di Mambrino". En el año 2000 abrieron "La Bodeguita", en el distrito de Miraflores.
En 2005 publicó el libro de recetas Pasión por los postres. El año siguiente empezó a conducir el programa de repostería Dulces secretos, por Plus TV.
Plevisani es considerada una de las figuras femeninas más importantes de la cocina peruana.
Plevisani recibió en París el premio al mejor libro latinoamericano de cocina en los Gourmand World Cookbook Awards por El gran libro del postre peruano.
En 2024, condujo su propio bloque de repostería para ATV noticias.

## Libros
- El dulce libro de recetas Blanca Flor (2015)
- Los dulces de Moquegua (2014) con Rosario Olivas Weston
- El gran libro del postre peruano (2011)
- Come sano con Sandra Plevisani
- Pasión por los postres (2005)
- Uno 2 tres Aprendiendo con Sandra Plevisani
- Libro Rojo: Los Mejores Dulces
- Libro Verde: Ensaladas
- Libro Amarillo: Desayunos y galletas
- Libro Azul: Recetas con chocolates